# Ritterakademie (Lüneburg)
Die Ritterakademie Lüneburg war eine Ritterakademie, die 1656 in Lüneburg durch die Umwandlung des evangelischen Männerklosters St. Michaelis in eine Lehranstalt entstand. Sie unterrichtete primär die Mitglieder des lüneburgischen Adels und öffnete sich erst im 19. Jahrhundert auch bürgerlichen Schülern. In Folge der Revolution von 1848 wurde die Ritterakademie 1850 aufgehoben.

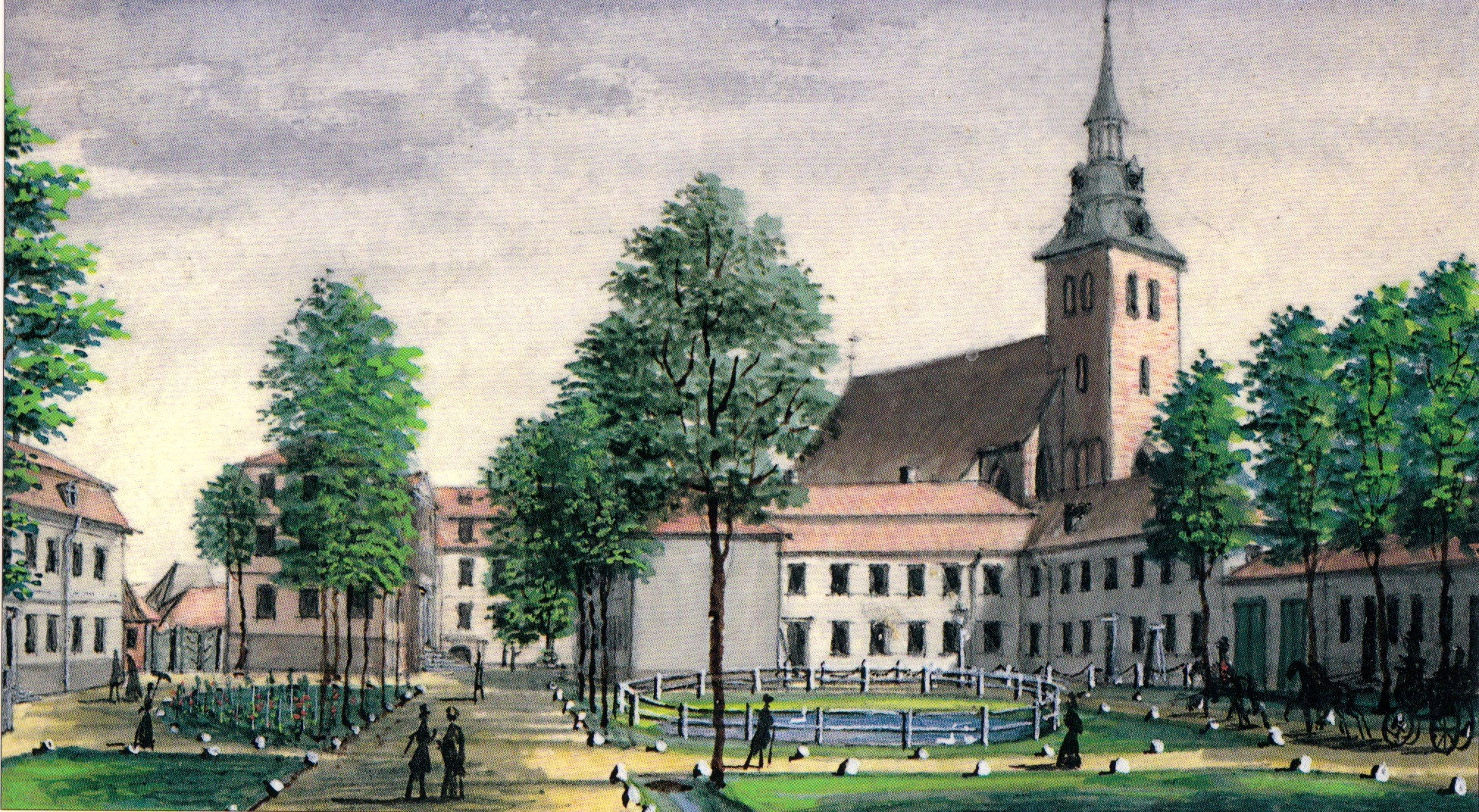
Die Ritterakademie im Jahr 1841.

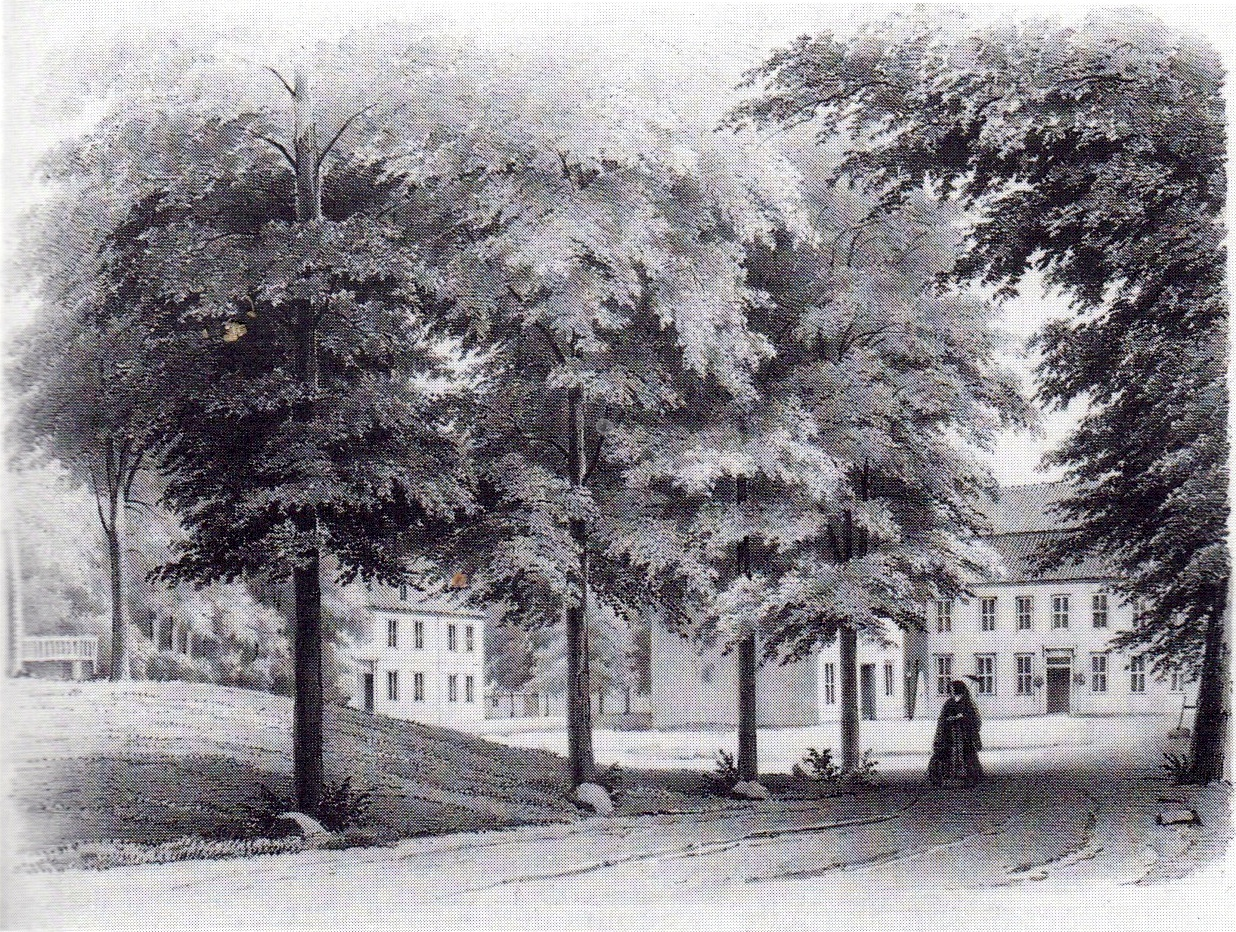
Hauptgebäude der Ritterakademie. Lithographie um 1850.

Graf von Münster war Minister in Großbritannien und der militärische Oberbefehlshaber Hannovers. Er besuchte die Akademie von 1780 bis 1784.

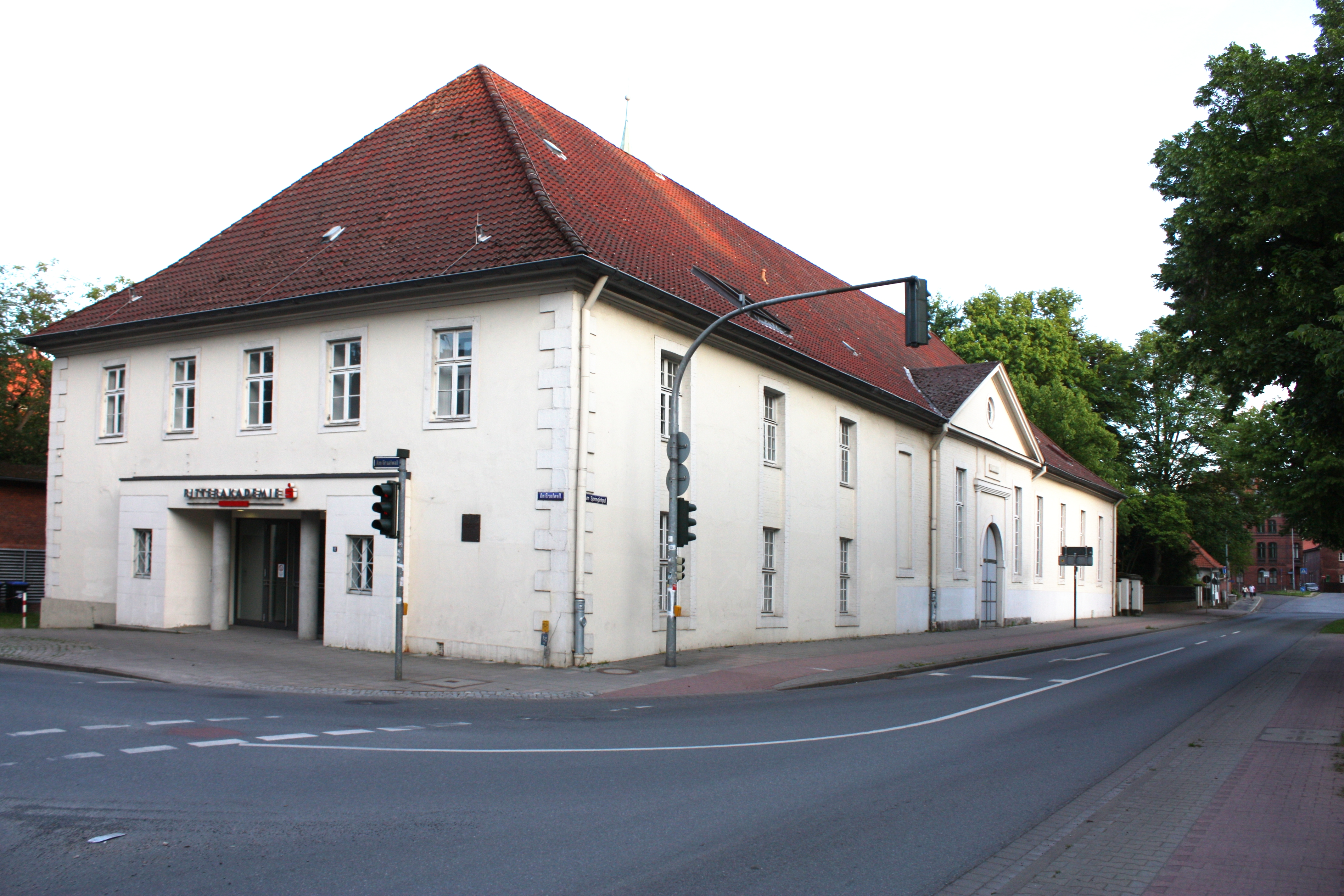
Ehemalige Reithalle der Ritterakademie

## Geschichte
Das vor 956 gegründete Benediktinerkloster St. Michaelis lag ursprünglich außerhalb der Stadtmauern am Fuße des Kalkberges. Nach der Schleifung der landesherrlichen Burg im Lüneburger Erbfolgekrieg wurde es 1371 in die Stadt verlegt. Im Zuge der Reformation gab es Bestrebungen durch die Celler Herzöge, den Klosterkonvent aufzuheben und die Klostergüter einzuziehen. Durch den Widerstand des Klosters und der Stadt Lüneburg misslang dies jedoch und der Konvent blieb, nun als evangelisches Männerkloster, bestehen. 1655 erfolgte der nächste Versuch der Herzöge, das Kloster aufzuheben. Trotz massiven Widerstandes durch den Konvent und durch die Lüneburger Ritterschaft gelang es Herzog Christian Ludwig schließlich, sich durchzusetzen und eine Einigung mit den Mönchen und der Ritterschaft zu erzielen. Die ehemaligen Bewohner des Klosters wurden abgefunden und das Vermögen des Klosters sollte für den Aufbau und Betrieb einer Schule für den lüneburgischen Adel verwendet werden.
Am 7. Januar 1656 erfolgte die offizielle Gründung der Lehranstalt, erster Unterrichtsbeginn war jedoch erst einige Monate später. Geleitet wurde die Schule vom Landhofmeister, ab 1673 als Landschaftsdirektor, der vom ritterschaftlichen Adel gewählt wurde und als Vertreter des Prälatenstandes ebenfalls der Landschaft des Fürstentums Lüneburg vorstand. Im Schnitt schrieben sich jährlich 10 bis 15 zwölf- bis vierzehnjährige Schüler ein, die bis zu vier Jahren auf der Schule blieben. Insgesamt besuchten 1138 Schüler die Ritterakademie, davon stammten über 40 % aus dem Fürstentum Lüneburg und lediglich 19 Schüler aus dem Ausland. Einige Familien des lüneburgischen Adels sind in den Schülerlisten immer wieder vertreten, so entstammten der Familie von Bülow 59, den Familien von Grote und von der Knesebeck jeweils 33 und den Familien von Plato, von dem Bussche und von Harling jeweils mehr als 20 Akademisten. Im 19. Jahrhundert wurden auch bürgerliche Schüler zugelassen. Der Unterricht umfasste die Fächer Deutsch, Latein, Jura, Theologie, Geschichte, Mathematik, Festungsbau, Naturlehre und Staatskunde, daneben wurde Reiten, Fechten und Tanzen, die sogenannten Exercitien, unterrichtet. Die Schüler waren zum Tragen von Schuluniformen verpflichtet, deren Aussehen in der Uniformordnung genau festgelegt war.
In den Revolutionsjahren um 1848 war die Ritterakademie seitens der liberalen Öffentlichkeit aufgrund ihres ständisch-elitären Charakters starker Kritik ausgesetzt. 1850 erfolgte schließlich die Aufhebung der Schule. Vom verbliebenen Vermögen der Akademie erhielt die Ritterschaft des Fürstentums 100.000 Reichstaler als Abfindung, der Rest ging an den allgemeinen hannoverschen Klosterfonds. Von den Gebäuden der Ritterakademie ist das Abtshaus, heute Landratsamt, und die 1790 erbaute Reithalle erhalten. Sie wird heute als Veranstaltungszentrum Ritterakademie genutzt. Die Lehrmittelsammlung der Ritterakademie bildete später den Grundstock des 1891 gegründeten Museums für das Fürstentum Lüneburg.

## Lehrer
- Michael Conrad Curtius (1724–1802), deutscher Philologe und Historiker

## Bekannte Schüler
- August Otto von Grote (1747–1830), preußischer Minister und Diplomat
- Cay Werner von Ahlefeldt (1770–1829), dänischer Amtmann, Prälat der schleswig-holsteinischen Ritterschaft
- Dietrich Heinrich Ludwig von Ompteda (1746–1803), Richter, Legationsrat und Braunschweig -Hannverscher Komitialgesandter am Reichstag in Regensburg
- Ernst von Hessen-Philippsthal-Barchfeld (1789–1850), russischer General der Kavallerie
- William Adolph von Hassell (1796–1865), Hannoverscher Pferdekenner
- Gustav von Blome (1829–1906), Diplomat in österreichischen Diensten und Politiker
- Ludwig Kohli (1769–1838), Archivsekretär in Oldenburg und Leiter des Provinzialarchivs
- Adolph Friedrich von der Schulenburg, Generalleutnant im Preußischen Heer und Vertrauter König Friedrich Wilhelms I. von Preußen
- Ernst Friedrich Herbert zu Münster, Minister und militärischer Oberbefehlshaber Hannovers